# Alligator prenasalis
Alligator prenasalis é uma espécie extinta de Alligator. É bem conhecida, com muitos fósseis recolhidos das formações de Oligoceno, Chadron e Brule em Dakota do Sul. A espécie foi nomeada pela primeira vez em 1904, classificada originalmente como um crocodilo do gênero Crocodilus. Porém, em 1918, esta foi transferida para o gênero Alligator com base em um material mais completo. É o mais antigo membro conhecido deste gênero.

## Taxonomia

### Sinonímia
Várias espécies extintas de jacarés foram consideradas sinônimos juniores de A. prenasalis, incluindo: Caimanoidea visheri, nomeada em 1916 pelo paleontólogo Maurice Mehl a partir de material fragmentário, e Allognathosuchus riggsi, nomeada em 1931 a partir de uma única peça de uma mandíbula inferior. Ambas foram consideradas sinônimos da espécie em 1972 pelo paleontólogo D.W. Higgins. Mehl usou duas grafias alternativas de Caimanoidea em seu artigo de 1916: Caimanoideus e Caimanoeda. Como o nome Caimanoidea foi utilizado primeiro e mais frequentemente, considerou-se o nome válido do gênero.

### Cladística
Esta espécie é semelhante ao jacaré do Eoceno, o Alligatorathosucus mooki. Em 1930, o paleontólogo estadunidense George Gaylord Simpson considerou que A. prenasalis (na época chamada de Caimanoidea) era ancestral de A. mooki porque parecia similar, mas menos especializado já que o focinho deste último era rombudo comparado ao largo, achatado e supostamente primitivo focinho dos membros da espécie A. prenasalis.
Se fosse ancestral de A. mooki, então esta espécie deveria ter vivido no Eoceno. Simpson formulou a hipótese de que A. prenasalis apareceu nessa época e deu origem a A. mooki, que logo se extinguiu. Enquanto A. prenasalis (uma forma mais generalizada) possivelmente poderia ter descido de A. mooki (uma forma mais especializada) através do que é conhecido como reversão, o conhecimento aceito na época era que os generalistas não podiam surgir de especialistas. Isso foi chamado de "lei do não-especializado", inventada pela primeira vez pelo paleontólogo Edward Drinker Cope em 1896.
Análises filogenéticas mais recentes mostraram jacaré de focinho achatado para formar um clado dentro de um grupo maior de jacarés com focinho rombudo. Portanto, as formas de focinho rombudo não formavam um único grupo especializado, mas sim uma coleção de táxons basais, alguns dos quais eram ancestrais de formas modernas como o jacaré. Os Alligators é geralmente recuperado como um grupo monofilético com A. prenasalis como o membro mais basal do clado.